# Final da Taça dos Clubes Campeões Europeus de 1975–76
A Final da Taça dos Clubes Campeões Europeus de 1975-76 foi um jogo de futebol realizado no Hampden Park, em Glasgow, no dia 12 de Maio de 1976. Esse jogo terminou com a vitória de 1-0 do Bayern de Munique, da Alemanha Ocidental sobre o Saint-Étienne, da França.

## Chegando a Final
| Bayern Munich | Bayern Munich | Bayern Munich | Bayern Munich | Rodada           | Saint-Étienne        | Saint-Étienne | Saint-Étienne | Saint-Étienne |
| ------------- | ------------- | ------------- | ------------- | ---------------- | -------------------- | ------------- | ------------- | ------------- |
| Oponente      | Agg.          | Ida           | Volta         |                  | Oponente             | Agg.          | Ida           | Volta         |
| Jeunesse Esch | 8–1           | 5–0 (F)       | 3–1 (C)       | Primeira Rodada  | Kjøbenhavns Boldklub | 5–1           | 2–0 (F)       | 3–1 (C)       |
| Malmö         | 2–1           | 0–1 (F)       | 2–0 (C)       | Segunda Rodada   | Rangers              | 4–1           | 2–0 (C)       | 2–1 (F)       |
| Benfica       | 5–1           | 0–0 (F)       | 5–1 (C)       | Quartas-de-Final | Dynamo Kyiv          | 3–2           | 0–2 (F)       | 3–0 (C)       |
| Real Madrid   | 3–1           | 1–1 (F)       | 2–0 (C)       | Semi-Final       | PSV Eindhoven        | 1–0           | 1–0 (C)       | 0–0 (F)       |

## O Jogo

### Resumo
O jogo ocorreu no Hampden Park, em Glasgow, uma cidade que já tinha visto o Saint-Étienne derrotar a equipa local, Rangers, durante a competição. O Les Verts ia jogar contra o Bayern de Munique, um time que estava tentando ganhar a sua terceira Taça dos Campeões Europeus.
O jogo começou com Gerd Müller fazendo um gol depois de um passe de 50 metros de Bernd Dürnberger; no entanto, o gol foi anulado pelo árbitro húngaro Károly Palotai pois Müller estava impedido. Aos 37 minutos, Uli Hoeneß chutou para o gol mas não preocupou o goleiro Ivan Ćurković. Saint-Étienne também teve muitas chances de marcar e aos 34 minutos, Dominique Bathenay acertou o travessão do goleiro Sepp Maier.  Após o jogo, o povo francês chamou as traves do Hampden Park de "les poteaux carrés" (Postes Quadrados). 
No segundo tempo, o Bayern de Munique ficou mais confiantes. Aos 57 minutos, Franz Beckenbauer tocou para Gerd Müller, que sofreu falta de  Osvaldo Piazza a 20 metros de distância do gol. Franz Beckenbauer cobrou a falta para Roth que chutou no lado esquerdo e fez o gol da vitória. No final da partida, os jogadores do Saint-Étienne estavam chorando, mas seus torcedores foram felicitá-los no seu retorno a França, mesmo que eles tenham sido derrotados. 

### Detalhes
| 12 de Maio de 1976 | Bayern de Munique | 1 – 0 | Saint-Étienne | Hampden Park, Glasgow                   |
|                    | Roth 57'          |       |               | Público: 54,670 Árbitro: Károly Palotai |

| Bayern Munich | Saint-Étienne |

| GL             | 1  | Sepp Maier               |
| LD             | 2  | Johnny Hansen            |
| ZG             | 4  | Hans-Georg Schwarzenbeck |
| ZG             | 5  | Franz Beckenbauer (c)    |
| LE             | 3  | Udo Horsmann             |
| MC             | 11 | Jupp Kapellmann          |
| MC             | 6  | Franz Roth               |
| MC             | 8  | Bernd Dürnberger         |
| MA             | 10 | Uli Hoeneß               |
| ATA            | 7  | Karl-Heinz Rummenigge    |
| ATA            | 9  | Gerd Müller              |
| Manager:       |    |                          |
| Dettmar Cramer |    |                          |

| GL            | 1  | Ivan Ćurković          |     |
| LD            | 3  | Pierre Repellini       |     |
| ZG            | 5  | Christian Lopez        |     |
| ZG            | 4  | Osvaldo Piazza         |     |
| LE            | 2  | Gérard Janvion         |     |
| VL            | 6  | Dominique Bathenay     |     |
| MC            | 10 | Jacques Santini        |     |
| MC            | 8  | Jean-Michel Larqué (c) |     |
| PE            | 7  | Patrick Revelli        |     |
| ATA           | 9  | Hervé Revelli          |     |
| PD            | 11 | Christian Sarramagna   | 83' |
| Substitutes:  |    |                        |     |
| PD            | 12 | Dominique Rocheteau    | 83' |
| Manager:      |    |                        |     |
| Robert Herbin |    |                        |     |